# Кошкин, Александр Николаевич
Александр Николаевич Кошкин (13 июня 1959 — 16 октября 2012) — советский боксёр, выступавший в полусреднем и среднем весе. Заслуженный мастер спорта СССР.

## Биография
Родился в Измайлово. Боксом стал заниматься с 1970 года, тренировался у заслуженного тренера СССР Бориса Грекова.
В 1979 году выиграл чемпионат СССР и Спартакиаду народов СССР. Ему было доверено право представлять Советский Союз в категории до 71 кг на грядущей московской Олимпиаде, где он дошёл до финала, в упорном поединке уступив кубинцу Армандо Мартинесу. На следующий год он стал чемпионом Европы в Тампере (Финляндия), а в 1982 году — чемпионом мира в Мюнхене, победив того же Армандо Мартинеса, спорным и неоднозначным решением судей.
Кошкин боксировал преимущественно в классическом стиле на дальней дистанции, был техничным боксёром с нокаутирующим ударом. После окончания спортивной карьеры в 1983 году работал тренером.
Скончался после тяжелой болезни 16 октября 2012 года в возрасте 53 лет.

## Карьера
- 1979: Чемпионат СССР по боксу — 1 место (до 71 кг);
- 1979: Спартакиада народов СССР — 1 место;
- 1979: Чемпионат Европы по боксу — проиграл в четвертьфинале (до 67 кг);
- 1979: Кубок мира по боксу — 2 место (до 67 кг);
- 1979: Международный турнир «Золотые перчатки» (Белград) — 1 место и приз самого техничного боксёра турнира;
- 1980: Летняя Олимпиада — 2 место (до 71 кг);
- 1981: Чемпионат Европы по боксу — 1 место (до 71 кг);
- 1982: Чемпионат мира по боксу — 1 место (до 71 кг);
- 1983: Матчевая встреча США — СССР — победитель